# 湘府路站
湘府路站，位于中华人民共和国湖南省长沙市雨花区圭塘河以西的湘府路处，本站为地下车站，是长株潭城际铁路上的火车站，于2016年12月26日启用，由广州铁路集团长沙车站城际车间管辖。

## 歷史
- 2016年12月26日启用。

## 车站结构

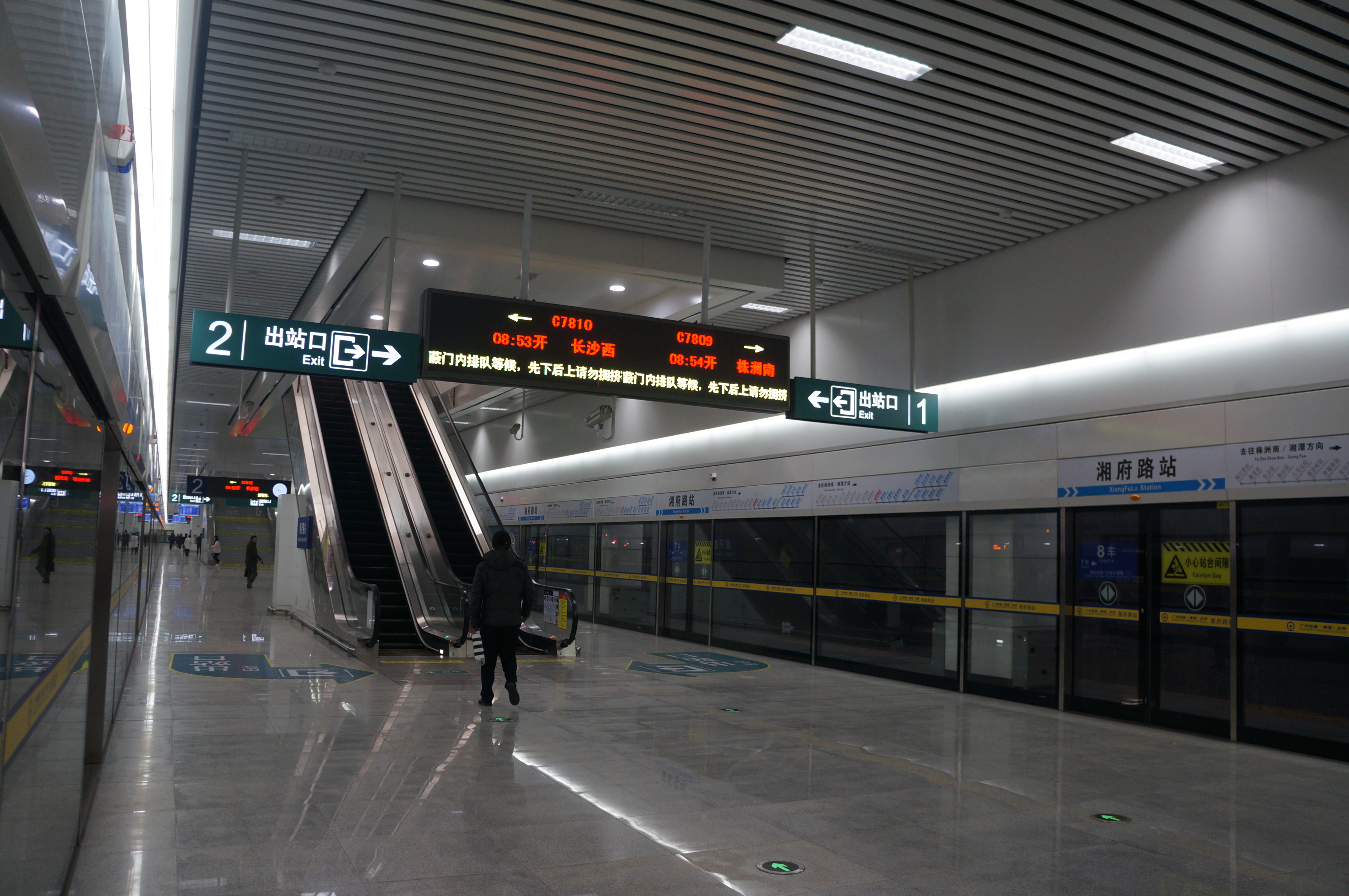
车站站台

| 地面      |                                            | 出入口                                          |  |
| 地下 一层 | 站厅层                                     | 站厅、售票机、客服中心                          |  |
| 地下 二层 |                                            | 长株潭城际铁路列车往株洲南/湘潭（下一站：洞井） |  |
| 地下 二层 | 岛式月台，右边车门将会开启                 |                                                 |  |
| 地下 二层 | 长株潭城际铁路列车往长沙（下一站：香樟路） |                                                 |  |

## 車站周邊
- 华文森林酒店
- 湖南省森林植物园
- 圭塘河生态景观区

## 外部連結
- 中国铁路客户服务中心 （页面存档备份，存于）